# 抓虾
抓虾是一款2006年诞生的中文RSS在线阅读器。抓虾推出後廣受博客读者的欢迎，成为中国WEB2.0網站的标杆之一。
2010年5月25日，创始人徐易容确认早在2009年上半年抓虾即被豆瓣收购
2015年8月5日，网友收到抓虾邮件，声明抓虾将在2015年8月20日正式关闭，提醒用户备份数据。